# Rally Villa de Llanes de 2021
El Rally Villa de Llanes de 2021 fue la 44.ª edición y la octava ronda de la temporada 2021 del Súper Campeonato de España de Rally. Se disputó entre el 24 y el 25 de septiembre y contó con un itinerario de diez tramos que sumaban un total de 144 km cronometrados. Fue también puntuable para la Copa de España de Asfalto, el campeonato de Asturias, la Copa Suzuki Swift y el Volante FAPA.
La prueba fue paralizada en el séptimo tramo luego de que el equipo formado por Jaime Gil y Diego Calvo que participaban a bordo de un SEAT Marbella sufrieran un accidente en el que fallecieron ambos. Su coche golpeó frontalmente contra un petril en el tramo de 
Altu El Fitu. La organización tras reunirse con los participantes decidió suspender el rally así como la entrega de premios. Hasta entonces la prueba había sido liderada iniclamente por Jan Solans pero sufrió un pinchazo en el sexto tramo que le hizo perder dos minutos y finalmente solo pudo ser quinto, momento en que Iván Ares se puso en cabeza hasta el trágico suceso. Segundo fue Surhayen Pernía que le daba a Hyundai el doblete y tercero Óscar Palacio.

## Itinerario
| Día   | Tramo | Nombre            | Distancia | Hora  | Ganador             | Tiempo    | Líder      |
| ----- | ----- | ----------------- | --------- | ----- | ------------------- | --------- | ---------- |
| Día 1 | TC1   | La Tornería       | 11.42 km  | 18:33 | Jan Solans          | 7:05.7    | Jan Solans |
| Día 1 | TC2   | Los Carriles      | 6.71 km   | 18:58 | Iván Ares           | 3:46.6    | Jan Solans |
| Día 1 | TC3   | Llanes            | 1.73 km   | 19:33 | José Antonio Suárez | 0:56.3    | Jan Solans |
| Día 2 | TC4   | Nueva-Labra       | 19.98 km  | 08:56 | Jan Solans          | 13:37.1   | Jan Solans |
| Día 2 | TC5   | Altu El Fitu      | 14.40 km  | 09:38 | Iván Ares           | 8:27.9    | Jan Solans |
| Día 2 | TC6   | Nueva-Labra       | 19.98 km  | 11:57 | Iván Ares           | 13:58.1   | Iván Ares  |
| Día 2 | TC7   | Altu El Fitu      | 14.40 km  | 12:39 | Iván Ares           | 8:32.2    | Iván Ares  |
| Día 2 | TC8   | La Tornería (TC+) | 11.42 km  | 16:15 | Cancelado           | Cancelado | Cancelado  |
| Día 2 | TC9   | Cobijeru          | 21.98 km  | 17:27 | Cancelado           | Cancelado | Cancelado  |
| Día 2 | TC10  | Cobijeru          | 21.98 km  | 19:20 | Cancelado           | Cancelado | Cancelado  |

## Clasificación final
| Pos. | Piloto              | Copiloto           | Automóvil               | Tiempo    | Diferencia |
| ---- | ------------------- | ------------------ | ----------------------- | --------- | ---------- |
| 1.   | Iván Ares           | David Vázquez      | Hyundai i20 R5          | 56:28.5   | 0.0        |
| 2.   | Surhayen Pernía     | Alba Sánchez       | Hyundai i20 R5          | 57:30.1   | +1:01.6    |
| 3.   | Óscar Palacio       | Enrique Velasco    | Ford Fiesta Rally2      | 58:25.8   | +1:57.3    |
| 4.   | Sergio Vallejo      | Álvaro Louro       | Porsche 997 GT3 Cup 3.8 | 58:51.6   | +2:23.1    |
| 5.   | Jan Solans          | Rodrigo Sanjuan    | Citroën C3 Rally2       | 59:06.7   | +2:38.2    |
| 6.   | Daniel Peña         | Raúl Pérez         | Ford Fiesta R5          | 59:13.7   | +2:45.2    |
| 7.   | José Luis Peláez    | Rodolfo del Barrio | Volkswagen Polo GTI R5  | 59:43.9   | +3:15.4    |
| 8.   | José Antonio Suárez | Alberto Iglesias   | Škoda Fabia Rally2 evo  | 1:01:50.1 | +5:21.6    |
| 9.   | José Manuel Mora    | Iván Bajo          | Peugeot 205 Rallye      | 1:01:57.2 | +5:28.7    |
| 10.  | Alberto Ordóñez     | Ignacio García     | Volkswagen Polo MK5 N5  | 1:02:13.5 | +5:45.0    |